# San José (Choluteca)
Pour les articles homonymes, voir San José.
San José est une municipalité du Honduras, située dans le département de Choluteca. Elle est fondée en 1861.

## Villages
La municipalité de San José, comprend 43hameaux et les 6 villages suivants :
- San José (chef-lieu de la municipalité)
- Coraycito
- El Cacao
- El Macuelizo
- La Crucita
- Las Marías

## Source de la traduction
- (en)/(es) Cet article est partiellement ou en totalité issu des articles intitulés en anglais « San José, Choluteca » (voir la liste des auteurs) et en espagnol « San José (Choluteca) » (voir la liste des auteurs).